# The Beat
Pour les articles homonymes, voir Beat.
 (novembre 2021).
Si vous disposez d'ouvrages ou d'articles de référence ou si vous connaissez des sites web de qualité traitant du thème abordé ici, merci de compléter l'article en donnant les références utiles à sa vérifiabilité et en les liant à la section « Notes et références ».
The Beat est un groupe britannique de ska, originaire de Birmingham, formé en mars 1979. Avec The Specials, The Selecter, Madness et Bad Manners, c'est un des groupes les plus populaires et représentatifs du mouvement ska, ou 2 tone, du début des années 1980 au Royaume-Uni.
The Beat est appelé aux États-Unis « English Beat » pour éviter de le confondre avec le groupe américain du même nom.

## Membres du groupe
- Dave Wakeling : chant, guitare
- Andy Cox : guitare
- David Steele : guitare basse
- Everett Morton : batterie
- Ranking Roger : chant
- Saxa : saxophone

## Historique
Fin 1979, The Beat sort son premier simple, Tears of a Clown (une reprise d'un classique de Smokey Robinson and The Miracles), sur le label Two Tone.
Le groupe publiera trois albums et une poignée de hits (comme Mirror in the Bathroom, Save it for Later ou Stand Down Margaret violente attaque contre Margaret Thatcher, révélatrice du climat de l'époque), avant de se séparer.
Après The Beat, Dave Wakeling, Ranking Roger et Saxa forment General Public. L'expérience est peu concluante et le groupe se séparera en 1986. Ranking Roger sortira en 1988 un album solo, Radical Departure. Roger rejoindra ensuite avec Saxa une autre formation, Special Beat, avec d'anciens membres des Specials (d'où le nom du groupe). Special Beat effectuera quelques tournées aux États-Unis et au Japon. Le groupe n'a jamais enregistré d'album studio.
De leur côté Andy Cox et David Steele forment avec le chanteur Roland Gift les Fine Young Cannibals. Ce groupe obtiendra des succès commerciaux avec les titres Johnny Come Home, She Drives Me Crazy, Good Thing ou la reprise de Suspicious Minds de Mark James, popularisée par Elvis Presley.
Le groupe original s'est reconstitué en 2003 et donne des concerts régulièrement.
En janvier 2019, le chanteur Ranking Roger est diagnostiqué de deux tumeurs du cerveau et d’un cancer du poumon. Il décède chez lui à Birmingham le 26 mars 2019 à l'âge de 56 ans.

## Discographie
- 1980 : I Just Can't Stop It (en)
- 1981 : Wha'ppen
- 1982 : Special Beat Service (en)
- 1983 : What Is Beat ? (compilation)
- 1991 : The Beat Goes On (compilation incluant des titres des groupes formés après The Beat)
- 1996 : b.p.m. ..beats per minute (compilation)
- 2000 : Beat This ! The Best of The Beat (compilation)
- 2008 : You Can't Just Beat It (The Best Of)